# Oxyscelio kiefferi
Oxyscelio kiefferi (лат.) — вид платигастроидных наездников из семейства Platygastridae. Ориентальная область: Филиппины.

## Описание
Мелкие перепончатокрылые насекомые: длина тела 3,8—3,85 мм. Тело в основном чёрное. Скапус и ноги жёлтые.
Усики 12-члениковые. Нижнечелюстные щупики состоят из 4 сегментов, а нижнегубные — 2-члениковые. Отличаются отдалённой от края переднего крыла субмаргинальной жилкой и очень короткой маргинальной жилкой (есть характерное фронтальное вдавление на голове). Вид был впервые описан в 1914 году французским энтомологом Жан-Жаком Киффером (1857—1926) под названием Camptoteleia favipennis Kiefer, 1914. А когда в 1931 году этот вид перенесли в род Oxyscelio, то оказалось, что имя там уже занято другим таксоном и он был переименован в нынешнее название Oxyscelio kiefferi (replacement name)
.